# Siegfried Rösch

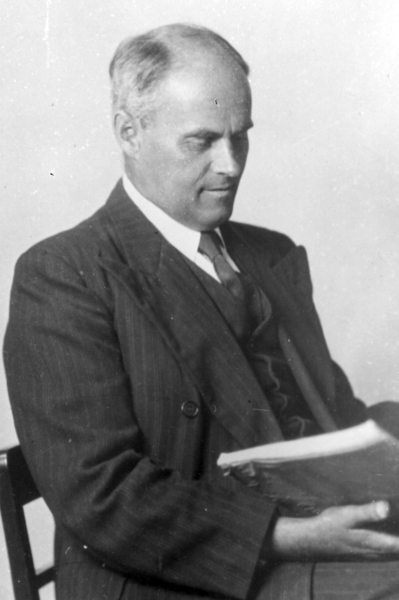
Siegfried Rösch

Siegfried Rösch (* 15. Juni 1899 in Ludwigshafen am Rhein; † 22. Januar 1984 in Wetzlar) war ein deutscher Mineraloge und Farbwissenschaftler, der durch den Farbkörper zum CIE-System bekannt wurde. Auch als Genealoge war er tätig.

## Leben
Nach seinem Notabitur 1917 in Heidelberg war er Soldat im Ersten Weltkrieg und wurde bei einem Giftgasangriff verletzt. Danach studierte er von 1920 bis 1926 Mineralogie in München, bei Victor Mordechai Goldschmidt in Heidelberg und bei Friedrich Rinne in Leipzig. Das Studium und die anschließende Tätigkeit als Dozent schloss er nach seiner 1926 erfolgten Promotion zum Dr. rer. nat. schon 1929 mit seiner Habilitation zur Farblehre in der Mineralogie ab.
Ab 1933 war er wissenschaftlicher Mitarbeiter der Firma Leitz in Wetzlar, wo er an der Entwicklung der berühmten Kleinbildkamera Leica beteiligt war. 1937 wurde er Privatdozent und war schließlich von 1942 bis 1965 Professor für Mineralogie an der Universität Gießen.

## Arbeiten
Während seiner Habilitation und der Beschäftigung mit der Farblehre hatte er 1927 in Dresden Kontakt zu Robert Luthers Gedanken über sogenannte Optimalfarben, die von Wilhelm Ostwald angeregt wurden. Daraus entwickelte er den Begriff der Relativhelligkeit.
Aus diesen Arbeiten heraus entstand auch ein Farbmessgerät, das Optimalkolorimeter. Die Entwicklung erfolgte am Institut für Mineralogie der Universität Leipzig. Während dieser Zeit (Ende der 1920er) arbeitete er mit Carl Pulfrich in Jena und Erwin Schrödinger in Berlin zusammen. Dabei entwickelte er die farbmetrischen Rösch-Kennzahlen und bot 1928 für die Entwicklung des CIE-Systems den passenden Farbkörper nach Rösch, in dem die xy-Farbartebene mit der Relativhelligkeit kombiniert ist. Dieser Farbkörper beinhaltet alle realisierbaren Körperfarben; dass nicht alle auf jedem Gerät darzustellen sind, liegt an dem jeweils begrenzten Gerätefarbraum.
1931 entwickelte er in Leipzig den Spektralintegrator zur Integration von Spektren. In Wetzlar kamen weitere Geräteentwicklungen hinzu: der Dreifarben-Mischer und ein Polarisations-Farbmessgerät. Sein Hauptgebiet waren die Anwendung der Farbenlehre für die Mineralogie, Kristallographie und damit verbunden für die Bestimmung von Edelsteinen. Auf Grund seiner Habilitation war er neben seinem Fachgebiet der Mineralogie und Petrographie aktiv in der Farbmessung tätig. Er ist Mitbegründer des Farbnormenausschusses (FNF) und gab in dieser Funktion die Zeitschrift „Farbe“ mit heraus. Über seine Hauptgebiete hinaus beschäftigte er sich auch mit Mathematik, Sonnenuhren, Archivierung, Photographie, Harmonielehre und Genealogie.
Alfred Hickethier bat Rösch bei der Herausgabe der Großen Farbenordnung Hickethier um Hilfe. Während dieser gemeinsamen Arbeit an einem Farbkatalog verstarb Hickethier. Rösch führte daraufhin die Arbeit an dem Werk fort und übernahm die Herausgabe, posthum im Jahr 1972.
Als Genealoge beschäftigte sich Rösch mit Goethes Verwandtschaft, der Familie Buff (Werthers „Lotte“), den Nachkommen Karls des Großen sowie besonders mit mathematischen Problemen in Zusammenhang mit dem Ahnenschwund und Verwandtenheiraten (Vielfachverwandtschaft).

## Ehrungen
- 1930 Silbermedaille der Photographischen Gesellschaft Wien
- 1961 Ordre du Mérite pour la Recherche et l’Invention
- 1973 Johann-Heinrich-Merck-Medaille der Deutschen Akademie für Sprache und Dichtung in Darmstadt
- 1979 Johann-Christoph-Gatterer-Medaille der Genealogisch-Heraldischen Gesellschaft in Göttingen (höchste Stufe)

## Werke (Auswahl)
- Siegfried Rösch: Die Kennzeichnung der Farben. In: Physikalische Zeitschrift 29, 1928, S. 83–91
- Siegfried Rösch (Hrsg.): Die Große Farbenordnung Hickethier. Otto Meier, Ravensburg 1972
- Siegfried Rösch: Über den Verwandtschaftsgrad. In: Familie und Volk 1957, Heft 2, S. 313–317
- Siegfried Rösch: Grundzüge einer quantitativen Genealogie. = Praktikum für Familienforscher, Heft 31, Degener, Neustadt/Aisch 1955 (auch in Goethes Verwandtschaft)
- Siegfried Rösch: Goethes Verwandtschaft. Versuch einer Gesamtverwandtschaftstafel mit Gedanken zu deren Theorie. Degener, Neustadt/Aisch 1956
- Siegfried Rösch: Caroli Magni Progenies, Pars I, Degener, Neustadt/Aisch 1977